# سامي براون
سامي براون (بالإنجليزية: Sammy Brown)‏ هو لاعب كرة قدم أمريكية أمريكي، ولد في 17 أبريل 1990 في هاتيسبورغ في الولايات المتحدة.

## وصلات خارجية
- سامي براون على موقع مرجع كرة القدم المحترفة.كوم (الإنجليزية)